# Somersworth
Somersworth är en stad i Strafford County, New Hampshire, USA, med 11 766 invånare (2010). 

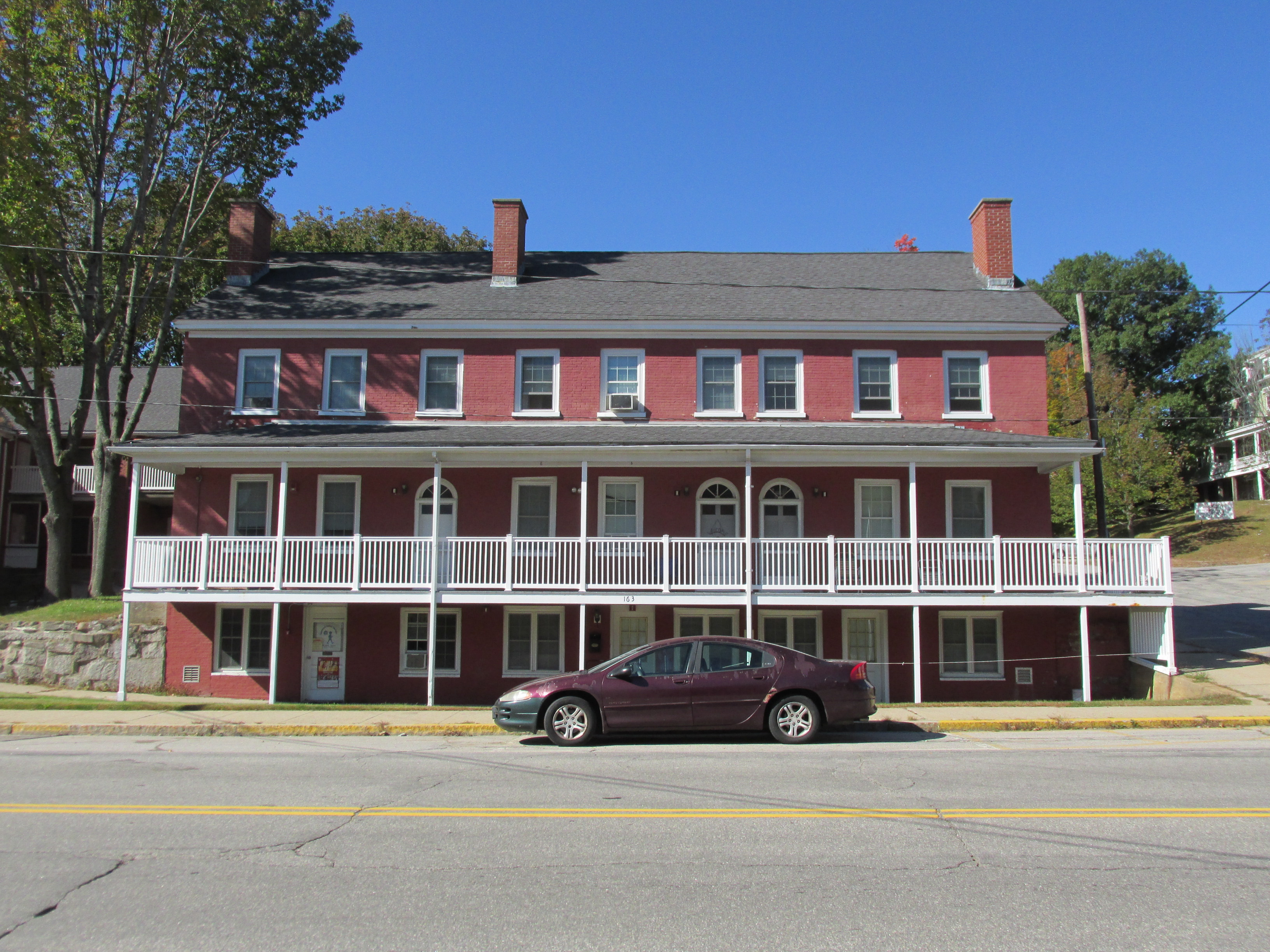